# 扎萨克达尔罕郡王
奈曼旗扎萨克多罗达尔罕郡王为清朝内扎萨克蒙古奈曼旗的世袭扎萨克多罗郡王。清崇德元年（1636年）清太宗封达延汗五世孙衮楚克为扎萨克多罗达尔罕郡王，诏世袭罔替。民國初年北洋政府又於1912年晉升為扎薩克親王。满洲国时期，该旗扎薩克在1934年廢除由旗長取代。

## 扎萨克达尔罕郡王世系
| 世代     | 姓名           | 年份           | 备注                           |
| -------- | -------------- | -------------- | ------------------------------ |
| 第一代   | 衮楚克         | 1636年－1653年 |                                |
| 第二代   | 阿罕           | 1653年－1659年 | 衮楚克子                       |
| 第三代   | 札木三         | 1659年－1675年 | 阿罕弟                         |
| 第四代   | 鄂齐尔         | 1675年－1687年 | 阿罕子                         |
| 第五代   | 班第           | 1687年－1707年 | 鄂齐尔子                       |
| 第六代   | 吹忠           | 1707年－1720年 | 班第子                         |
| 第七代   | 阿咱拉         | 1720年－1757年 | 吹忠弟                         |
| 第八代   | 拉旺喇布坦     | 1757年－1803年 | 阿咱拉子                       |
| 第九代   | 巴勒楚克       | 1803年－1819年 | 拉旺喇布坦子                   |
| 第十代   | 阿完都洼底扎布 | 1819年－1848年 | 巴勒楚克子                     |
| 第十一代 | 德木楚克扎布   | 1848年－1865年 | 阿完都洼底扎布子               |
| 第十二代 | 萨噶拉         | 1866年－1869年 | 德木楚克扎布嗣子               |
| 第十三代 | 玛什巴图尔     | 1869年－1905年 | 萨噶拉子                       |
| 第十四代 | 苏珠克图巴图尔 | 1905年－1928年 | 玛什巴图尔子                   |
| 第十五代 | 阿拉坦胡雅尔   | 1928年－1935年 | 苏珠克图巴图尔堂弟             |
| 第十六代 | 苏达那木道尔吉 | 1935年－1934年 | 阿拉坦胡雅尔弟，1934年改任旗長 |